# Vieja
Vieja és un gènere de peixos de la família dels cíclids i de l'ordre dels perciformes.

## Morfologia
- Mida compresa entre els 15 i els 35 cm.[1]

## Distribució geogràfica
Es troba a Mèxic, Guatemala i Nicaragua.

## Taxonomia
- Vieja argentea (Allgayer, 1991)[2]
- Vieja bifasciata (Steindachner, 1864)[3]
- Vieja breidohri (Werner & Stawikowski, 1987)[4]
- Vieja fenestrata(Günther, 1860)[5]
- Vieja godmanni (Günther, 1862)[6]
- Vieja guttulata (Günther, 1864)[7]
- Vieja hartwegi (Taylor & Miller, 1980)[8]
- Vieja heterospila (Hubbs, 1936)[9]
- Vieja intermedia (Günther, 1862)[6]
- Vieja maculicauda(Regan, 1905)[10]
- Vieja melanura (Günther, 1862)[6]
- Vieja microphthalma(Günther, 1862)[6]
- Vieja regani (Miller, 1974)[11]
- Vieja synspila (Hubbs, 1935)[12]
- Vieja tuyrensis (Meek & Hildebrand, 1913)[13]
- Vieja zonata (Meek, 1905)[14][15][16][17][18][19][20]